# Сморшки (Козелецький район)
Сморшки  — колишнє село в Чернігівській області.

## Короткі відомості
Згадується в переписній книзі Малоросійського приказу 1666 року. Згодом — у складі Остерського повіту.
В часі винищення голодом 1932—1933 років у селі голодною смертю померло 18 людей.
21 грудня 1994 року рішенням Чернігівської обласної ради села Сморшки і Гладке Патютинської сільради об'єднані в одне село Гладке.